# Vârșolț, Sălaj
Vârșolț este satul de reședință al comunei cu același nume din județul Sălaj, Transilvania, România. Lacul Vârșolț este cel mai mare lac din Sălaj.

## Demografie
La recensământul din 1930 au fost înregistrați 1.180 locuitori, dintre care 886 reformați, 256 greco-catolici, 23 mozaici și 15 romano-catolici.
La recensamantul din 2002 au fost inregistrati 2457 locuitori, dintre care 32,35% romani, 64,14% maghiari, 3,41% rromi, 0,1% alte nationalitati.

## Istoric
Până la desființarea județelor de către regimul comunist a făcut parte din plasa Crasna, în județul Sălaj (interbelic).